# アクセル・グドブラン・ブリュット

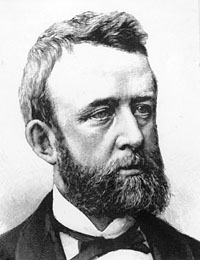
Axel Gubrand Blytt

アクセル・グドブラン・ブリュット（Axel Gudbrand Blytt、1843年5月19日 - 1898年7月18日）は、ノルウェーの植物学者・地質学者である。

## 人物
父マティアス（Matthias Numsen Blytt, 1789年4月26日 - 1862年6月26日）も植物学者であった。アクセルはオスロ大学のクリスチャニア・ハーバリウム（植物標本館）において、1865年から管理人として、後に1880年からは教授として勤務した。1876年には父の研究成果の一部に基づいて、ノルウェーの植物相に関する試論(タイトル：Essay on the Immigration of the Norwegian Flora during Alternating Rainy and Dry Periods. )を出版した。この試論は「進化論」を著したチャールズ・ダーウィンにも読まれ、影響を与えた。今日では、気候変化に関する「ブリュット・サーナンダー理論(英語版)」の提唱者として有名である。
ヤンマイエン島 (グリーンランド東方に位置するノルウェー領の島、ノルウェー語：Jan Mayen)にあるノルドラグナ (ヤンマイエン島で2番目に大きい湖、ノルウェー語：Nordlaguna)の南東にある高い崖は、彼にちなんで「ブリュットバゲット」と名付けられた。同様に、ドイツの植物学者ヴィルヘルム・シンパー (Georg Wilhelm Schimper)はいくつかの苔を彼の名にちなんで命名した。

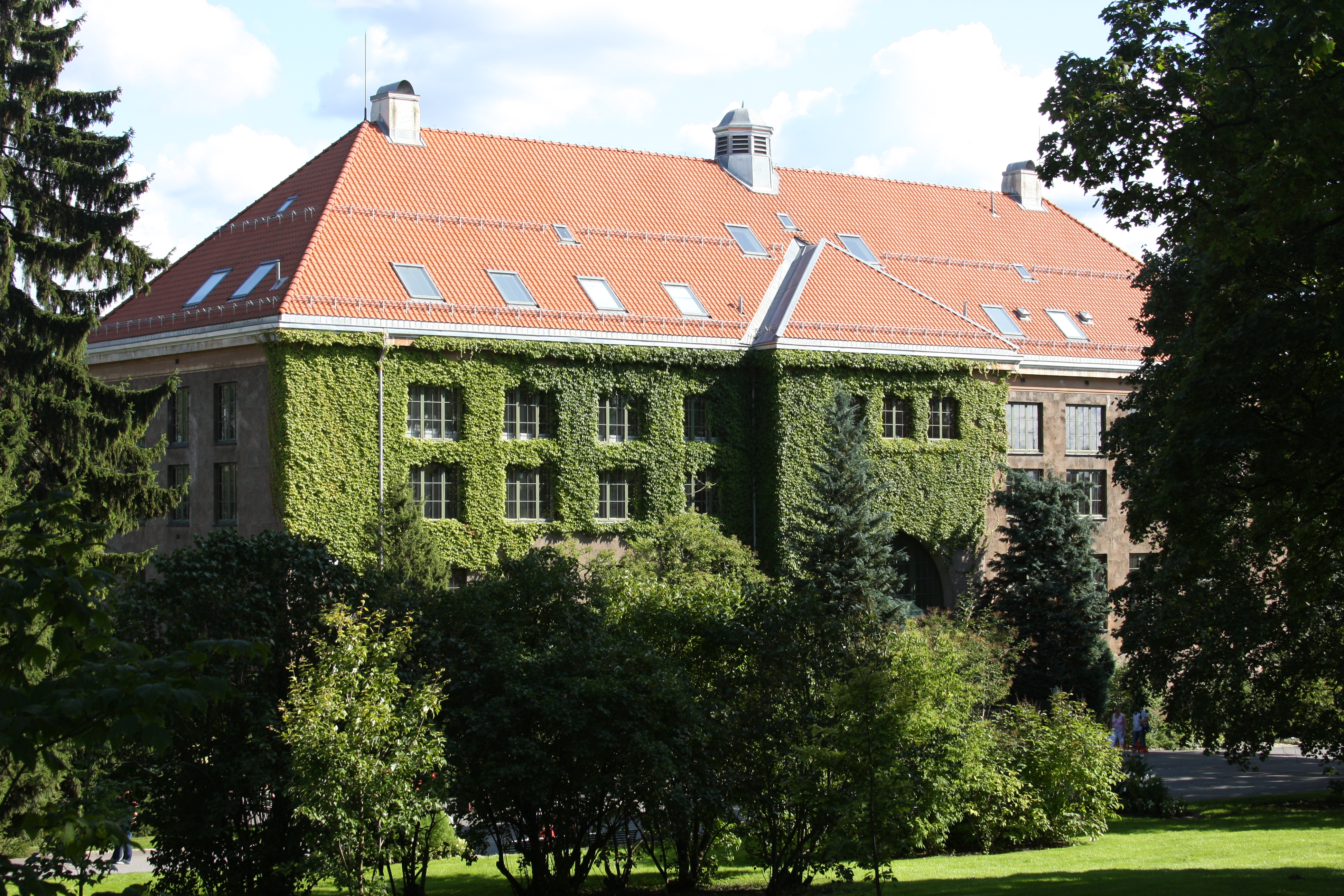
オスロ大学植物博物館

現存する彼が収集した標本はオスロ大学の植物博物館に保管されている。ニューヨーク州バッファロー市にある、バッファロー科学博物館 (英語版)にも「ブリュット」と分類されたコレクションが保存されており、これはおそらく「アクセル・ブリュット」を意味している。このことは 1883年から1913年までニューヨーク州のState Botanistを務めたチャールズ・ペックの1872年のニューヨーク州上院への報告書で証明されている。ペックは、オスロ大学から州政府に対して地衣類の標本22体が提供されたと記している。
スイスの植物学者、レオ・レスケルー(Leo Lesquereux)と後にバッファロー自然科学博物館の館長になるGeorge William Clintonの間でやりとりされた、標本やレスケルーの博物館訪問に関する書簡の中でもブリュットについて言及されている。

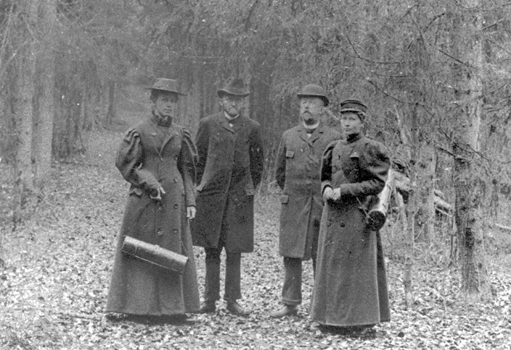
Sandvikaにて1897年10月24日撮影。左から、Asta Lundell (1875-1915)、Ove Dahl (1862-1940)、アクセル・ブリュット、 テクラ・レスヴォール(1871-1948)

## 著作
- The Probable Cause of the Displacement of Beach-lines: An Attempt to Compute Geological Epochs (1889)